# Luc Barbé
 Luc Barbé  (Ninove, 9 augustus 1962) is een voormalig Belgisch politicus voor Agalev en diens opvolger Groen. 

## Levensloop
Barbé is industrieel ingenieur van opleiding.
Hij werd in 1991 in het arrondissement Aalst voor Agalev verkozen in de Kamer van volksvertegenwoordigers. In de periode januari 1992-mei 1995 had hij als gevolg van het toen bestaande dubbelmandaat ook zitting in de Vlaamse Raad, de voorloper van het huidige Vlaams Parlement. In de Vlaamse Raad was hij van 1993 tot 1995 ondervoorzitter van de Commissie voor Leefmilieu en Natuurbehoud. 
In 1995 werd hij politiek secretaris van Agalev-Ecolo in de Kamer van volksvertegenwoordigers, en in 1999 kabinetschef van staatssecretaris voor energie en duurzame ontwikkeling Olivier Deleuze (Ecolo). Van 2002 tot 2003 was hij regeringscommissaris bij de Nationale Instelling voor Radioactief Afval en Verrijkte Splijtstoffen. In 2003 werd hij politiek secretaris van Ecolo in de Kamer en Senaat, wat hij bleef tot in 2007. In 2005 trad hij toe tot het partijbestuur van Groen! en werd er tevens voorzitter van. Deze functie oefende hij uit tot de verkiezingsnederlaag in 2009. Sindsdien zetelt hij als vrijwilliger in het partijbestuur.
Hij wordt beschouwd als de ideoloog van deze ecologische partij en een van haar energiespecialisten. In 2003 werd hij door het tijdschrift Knack uitgeroepen als de 15de machtigste man in België van dat ogenblik. 
Luc Barbé werkt sedert het einde van zijn politiek mandaat bij Groen! als zelfstandige in consultancy en vorming.
Hij is de auteur van het internetboek Kernenergie in de Wetstraat. Dissectie van de deals (2005). In 2012 publiceerde hij bij Etopia La Belgique et la bombe. Du rêve atomique au rôle secret dans la prolifération nucléaire.  De Nederlandstalige versie, België en de bom. De rol van België in de proliferatie van kernwapens, publiceerde hij als internetboek. In 2019 publiceerde hij bij Etopia La N-VA expliquée aux francophones (2019). Het boek haalde de shortlist van 'Le prix du livre politique' 2019. Ook publiceert Barbé geregeld opiniestukken in de pers, met name over communautaire kwesties en energiedossiers en schrijft hij haiku's, waarover hij ook publiceert in het tijdschrift Vuursteen. In september 2020 kwam zijn eerste haikubundel uit: Stofjes verdriet, haiku's en haibuns over vergankelijkheid, dood en afscheid. De bundel kreeg ook een Franse vertaling: Des poussières de tristesse. Des haïkus et haibuns sur la fragilité de la vie, la mort et les adieux.